# Großsteingrab Ehestorf
Das Großsteingrab Ehestorf war eine megalithische Grabanlage der jungsteinzeitlichen Trichterbecherkultur bei Ehestorf, einem Ortsteil von Rosengarten im Landkreis Harburg (Niedersachsen). Seine Reste wurden 1937 bei Straßenbauarbeiten entdeckt. Es besaß eine runde Hügelschüttung, die zur Zeit der Entdeckung noch die Reste des Bodenpflasters der Grabkammer enthielt. Über Ausrichtung, ursprüngliche Maße und den genauen Grabtyp liegen keine Angaben vor. An Grabbeigaben wurden einige Keramikscherben und Steingeräte gefunden.